# The Ashes 1897-98
Il The Ashes 1897-98 è stata la 13ª edizione del prestigioso The Ashes di cricket. La serie di 3 partite si è disputata in Inghilterra tra il 13 dicembre 1897 e il 2 marzo 1898.
La vittoria è andata alla selezione australiana, che ha vinto per 4-1.

## Viaggio e preparativi
Nel 1897-98, la squadra di cricket dell'Inghilterra intraprese un tour in Australia per disputare una serie di cinque partite di Test contro la nazionale australiana. La squadra era guidata da Andrew Stoddart e, ad eccezione delle partite di Test in cui veniva chiamata "Inghilterra", era generalmente conosciuta come "A. E. Stoddart's XI". La forza della squadra fu indebolita dalla decisione di Stoddart di accogliere la richiesta degli australiani di introdurre "nuove forze". Di conseguenza, giocatori consolidati come JT Brown, Albert Ward e Bobby Peel non furono selezionati.
Stoddart giocò solo nelle terze e quarte partite di Test, dopo aver ricevuto la notizia, prima della prima partita, della morte di sua madre. Archie MacLaren assunse la carica di capitano dell'Inghilterra nelle prime, seconde e quinte partite. L'Inghilterra vinse la prima partita con un ampio margine di nove wickets, grazie alla straordinaria performance di Ranjitsinhji, che realizzò una delle più grandi innings di Test della storia.
La squadra inglese disputò complessivamente 23 partite durante il tour: cinque partite di Test, sette partite di classe A contro le squadre statali e undici partite minori contro le squadre locali. Nei match contro le squadre statali, la squadra di Stoddart vinse tre partite, ne pareggiò tre e perse una.

## Risultati

### Test 1
| 13-17 dicembre Referto |

| Inghilterra     | v | Australia             |
| 551 (175 overs) |   | 237 (100.1 overs)     |
| 96/1 (28 overs) |   | 408 (f/o) (121 overs) |

- Inghilterra vince il sorteggio e decide di battere

### Test 2
| 1-5 gennaio Referto |

| Australia       | v | Inghilterra            |
| 520 (185 overs) |   | 315 (119.5 overs)      |
|                 |   | 150 (f/o) (65.4 overs) |

- Australia vince il sorteggio e decide di battere

### Test 3
| 14-19 gennaio Referto |

| Australia         | v | Inghilterra           |
| 573 (214.2 overs) |   | 278 (126.5 overs)     |
|                   |   | 282 (f/o) (144 overs) |

- Australia vince il sorteggio e decide di battere

### Test 4
| 29 gennaio-2 febbraio Referto |

| Australia          | v | Inghilterra             |
| 323 (101.4 overs)  |   | 174 (61.1 overs)        |
| 115/2 (39.4 overs) |   | 263 (f/o) (114.2 overs) |

- Australia vince il sorteggio e decide di battere

### Test 5
| 28 febbraio-2 marzo Referto |

| Inghilterra       | v | Australia          |
| 335 (129.2 overs) |   | 239 (100.1 overs)  |
| 178 (78.1 overs)  |   | 276/4 (62.4 overs) |

- Inghilterra vince il sorteggio e decide di battere